# Nagy Viktor (színművész)
Nagy Viktor (Budapest, 1976. május 7. –) magyar színművész, a Csiky Gergely Színház igazgatója.

## Életpályája
1998-ban végzett a Színház- és Filmművészeti Egyetem színész szakán Zsámbéki Gábor osztályában. 1998 és 2009 között a kaposvári Csiky Gergely Színház társulatának tagja, 2009-től a Budapesti Kamaraszínház tagja. 2014-től a kecskeméti Katona József Színház tagja. 2017-től a Thália Színház tagja, 2022-2025 között művészeti vezetője volt. 2022-től a Csiky Gergely Színház művészeti tanácsának is tagja, majd 2025-től a színház megbízott igazgatója.

## Egyéb tevékenységei

### 1996 és 2010 között
- szakmai vezetőtanár a People Team Alapítvány nyári táboraiban
- óraadó tanár, művésztanár

1. a kaposvári Toldi Általános Iskola és Gimnáziumban
2. a barcsi Dráva Völgye Középiskolában
3. a Kaposvári Egyetem Művészeti Karán
4. a budapesti Táncművészeti Egyetemen

2003-tól az Összpróba Alapítvány kuratóriumi elnöke 

2005-től a Kultkikötő Balatonföldvári Szabadtéri Színház ügyvezető igazgatója

## Főbb színpadi szerepei
- Tennessee Williams: Macska a forró bádogtetőn (Robert Pollit)
- Simon Beaufoy: Alul semmi (David)
- Reginald Rose: Tizenkét dühös ember (10. esküdt)
- Pintér Béla: Szutyok (Béla)
- Jaroslav Hašek–Spiró György: Svejk (Svejk)
- Rolf Hochhuth: A helytartó (Doktor)
- Anton Pavlovics Csehov: Három nővér (Báró, Tuzenbach, Nyikolaj Lvovics)
- Peter Shaffer: Amadeus (Wolfgang Amadeus Mozart)
- Tennessee Williams: Üvegfigurák (Tom Wingfield, a fia)
- Szép Ernő: Lila ákác (Csacsinszky Pali)
- Dušan Kovačević: A maratoni futók díszkört futnak (Mirko Topalovic, 24 éves, Laki fia)
- Frayn Michael: Veszett fejsze (Péterfi Obláth Tamás, rendező)
- Csehov: Három nővér (Báró, Tuzenbach, Nyikolaj Lvovics)
- Mohácsi István–Mohácsi János–Kovács Márton: 56 06/őrült lélek vert hadak (Szereplő)
- Petr Zelenka: Hétköznapi őrületek (főszereplő)
- Móricz Zsigmond: Úri muri – 1896 (Boka Pista, az igazmondó)
- Biljana Srilbjanovic: Családtörténetek – Belgrád (Andrija)
- Carlo Goldoni: A chioggiai csetepaté (Beppe (Giuseppe))
- Mohácsi István, Mohácsi János: Megbombáztuk Kaposvárt (Szereplő)
- Brian Friel: Philadelphia, nincs más út! (Gar O'Donnell, belső énje)
- Georg Büchner: Danton halála (Camille Desmoulins)
- Jules Verne: Cirkuszkocsival a sarkvidéken (César Cascabel)
- Georges Feydeau: Balfék (Clément Pontagnac)

## Filmszerepek

### Játékfilmek
- Pannon töredék (1998)
- Portugál (1999)
- I Love Budapest (2001)
- Jött egy busz... (2002)
- Bakkermann (2007)
- Judith Keith (2010)
- VAN valami furcsa és megmagyarázhatatlan (2014)
- Elk*rtuk (2021)
- Legjobb tudomásom szerint (2020)
- Egy nap (2018)

### Tévéfilmek
- A fiú naplójából (1997)
- Kivilágos kivirradtig (2004)
- Hacktion: Újratöltve (2012)
- Munkaügyek (televíziós sorozat, 2012, 2016)
- Ecc-pecc (2021)
- A fiú naplójából

## Díjak, elismerések
- 2017. POSZT - Legjobb férfi mellékszereplő, Apátlanul (Platonov) - Katona József Színház, Kecskemét
- 2015/2016. - Legjobb férfi epizodista, Kecskemét
- 2016. VIDOR Fesztivál - Legjobb férfi epizódalakítás, Boeing, Boeing - Katona József Színház, Kecskemét
- Komor-gyűrű 2003. (kaposvári Csiky Gergely Színház)